# Saint-Sulpice-le-Verdon
Saint-Sulpice-le-Verdon foi uma comuna francesa na região administrativa da Pays de la Loire, no departamento de Vendéia. Estendia-se por uma área de 14,07 km². Em 2010 a comuna tinha 901 habitantes (densidade: 64 hab./km²).
Em 1 de janeiro de 2016, passou a formar parte da nova comuna de Montréverd.